# Miami Dolphins
O Miami Dolphins é um time profissional de futebol americano baseado em Miami, Flórida. Este time joga na divisão AFC East da Conferência Americana (AFC) da National Football League (NFL), ao lado de Buffalo Bills, New England Patriots e New York Jets. O Dolphins joga suas partidas em casa em seu estádio Hard Rock Stadium, com capacidade para 75.540 lugares, localizado em Miami Gardens, e tem seu centro de treinamento Miami Dolphins Training Facility em Davie, também Flórida.
O Dolphins foi fundado por Joe Robbie e começou a jogar na AFL em 1966. Em 1970, o time se juntou à NFL após a fusão com a AFL, se tornando a franquia de uma Major League mais antiga no estado da Flórida.
A primeira aparição em Super Bowl aconteceu no ano de 1971, no Super Bowl VI, mas o time perdeu para o Dallas Cowboys. Em 1972, o Dolphins tornou-se a primeira e única franquia  na história da liga a completar uma temporada invicta, vencendo todos os 14 jogos, incluindo a decisão contra o Washington Redskins no Super Bowl VII. O time viria a vencer também o Super Bowl VIII, batendo o Minnesota Vikings. Miami também participou do Super Bowl XVII e do Super Bowl XIX, perdendo ambos os jogos.
No começo de sua história, o Dolphins foi treinado pelo mais bem sucedido treinador de todos os tempos em termos de partidas vencidas, Don Shula. Em 26 temporadas, apenas duas vezes a equipe terminou com record negativo, sob seu comando. Seis futuros jogadores do Football Hall of Fame dos anos 1970 jogaram em Miami, incluindo o running back Larry Csonka, o quarterback Bob Griese e o linebacker Nick Buoniconti. Nos anos 1980, o quarterback Dan Marino tornou-se um dos mais prolíficos jogadores no passe e um dos maiores jogadores de todos os tempos, sendo até hoje o maior ídolo da história da franquia, se aposentando em 1999 após levar o time a 5 títulos de divisão, 10 aparições em playoffs e ao Super Bowl XIX, sendo derrotado pelo San Francisco 49ers.

## História
O Miami Dolphins juntou-se à American Football League (AFL) quando uma franquia de expansão foi concedida ao advogado Joseph Robbie e ao ator Danny Thomas em 1965 por US $ 7,5 milhões, embora Thomas acabasse por vender sua participação na equipe a Robbie. Durante o verão de 1966, os treinos dos Dolphins eram em St. Pete Beach, com os treinos em agosto sendo na Boca Ciega High School em Gulfport.

### Primeiros Anos (1966-1970)
Os Dolphins tiveram um recorde combinado de 15–39–2 em suas primeiras quatro temporadas sob o comando do técnico George Wilson, antes de Don Shula ser contratado como treinador principal. Shula era um discípulo de Paul Brown que havia sido contratado pelo Baltimore Colts. Shula conseguiu seu primeiro emprego na NFL com o então treinador do Detroit Lions, George Wilson, que o contratou como coordenador defensivo. Quando Shula assumiu o cargo de treinador principal em Miami, os Colts acusaram os Dolphins de adulterar a contratação de Shula, o que custou aos Dolphins a escolha de primeira rodada do Draft de 1971.
Shula apresentou-se à imprensa de Miami dizendo que não tinha fórmulas mágicas e que a única maneira que ele sabia para tornar suas equipes bem sucedidas era através do trabalho duro. Os primeiros treinos de Shula com os Dolphins, quatro sessões por dia, seriam em breve lendários e dolorosos. Mas o trabalho árduo de Shula rendeu dividendos imediatos, já que Miami teve um recorde de 10-4 e sua primeira aparição nos playoffs, perdendo de 21-14 em Oakland.

### Campeões e a temporada perfeita (1971-1974)

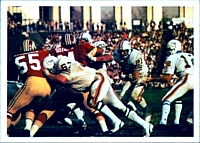
Os Dolphins terminaram sua temporada perfeita ao derrotar os Redskins no Super Bowl VII.

Os Dolphins foram bem sucedidos no início dos anos 1970, tornando-se o primeiro time a avançar para a Final da AFC por três temporadas consecutivas. Eles conquistaram o título da AFC em 1971, sob o comando do quarterback Bob Griese, dos running back Larry Csonka e Jim Kiick e do wide receiver Paul Warfield. O AFC Divisional Playoff Game, em que os Dolphins derrotaram o Kansas City Chiefs, foi o maior jogo da história da NFL (82 minutos e 40 segundos). No Super Bowl VI, no entanto, o Miami perdeu para o Dallas Cowboys por 24-3.
Em 1972, os Dolphins tiveram a única temporada completamente invicta na NFL, vencendo todos os 14 jogos da temporada regular, dois jogos dos playoffs e o Super Bowl VII, derrotando o Washington Redskins por 14-7.
O Quarterback Bob Griese deslocou o tornozelo na semana 5 contra o San Diego Chargers e foi substituído pelo veterano Earl Morrall no resto da temporada regular, mas voltou como um substituto durante a Final da AFC contra o Pittsburgh Steelers e, em seguida, foi titular no Super Bowl VII. A linha ofensiva também incluiu os futuros membros do Hall of Fame, Jim Langer e Larry Little e o Pro Bowler, Bob Kuechenberg. A defesa do Dolphins de 1972, chamada de "Defesa Sem Nome", porque o impressionante ataque de Miami recebeu muito mais publicidade, foi a melhor da liga naquele ano sendo liderado pelo linebacker Nick Buoniconti, Defensive end Bill Stanfill, Defensive tackle Manny Fernandez e os safetys Dick Anderson e Jake Scott.
Antes dos Dolphins de 1972, somente o Chicago Bears em 1934 e 1942, terminou uma temporada regular da NFL sem derrotas ou empates. A equipe de 1934 perdeu a Final da NFL naquele ano para o New York Giants e a equipe de 1942 perdeu a Final para os Redskins.
Os Dolphins terminaram com um recorde de 12-2 na temporada regular de 1973 e foram bi-campeões da NFL, vencendo o Minnesota Vikings por 24-7 no Super Bowl VIII no Rice Stadium em Houston.
Miami chegou aos playoffs novamente em 1974, mas perdeu na primeira rodada para o Oakland Raiders, no que entrou no folclore da NFL como um dos maiores jogos já jogados. Após a temporada de 1974, os Dolphins perderam Csonka, Kiick e Warfield para a World Football League.

### Anos pós-títulos (1975-1982)
Miami recuperou-se de um recorde de 6-8 em 1976 ao vencer dez ou mais partidas em quatro das próximas cinco temporadas. Shula construiu uma defesa sólida em torno de um novo conjunto de estrelas, incluindo o linebacker A. J. Duhe e os jogador de linha defensiva Bob Baumhower e Doug Betters. Os Dolphins tiveram um recorde de 10-4 em 1977, mas perderam o título da divisão (e vaga nos playoffs) para os Colts. Eles foram para os playoffs como wild card em 1978, mas perderam no primeiro round para o Houston Oilers por 17-9.

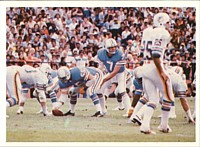
Os Dolphins jogando contra o Houston Oilers no Wild Card da AFC de 1978

Csonka retornou aos Dolphins a tempo de jogar na temporada de 1979. Depois de vencer a divisão com um recorde de 10-6, os Dolphins perderam nos playoffs por 34-14 para o Pittsburgh Steelers.
Os Dolphins também realizaram outro feito inigualável na NFL, eles venceram o rival Buffalo Bills por 20 vezes consecutivas em uma década. Os Bills derrotariam os Dolphins apenas na temporada de 1980.
Em 1980, David Woodley, um quarterback vindo de LSU, assumiu o lugar de Bob Griese, que machucou seu ombro em um jogo contra o Baltimore Colts. Griese nunca mais jogou, se aposentando depois da temporada. Os Dolphins terminaram com um recorde de 8-8 e não foram para os playoffs.

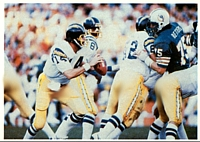
Os Dolphins que enfrentam os Chargers no Divisional Game da AFC de 1981 conhecido como o "Epic in Miami".

Os Dolphins estavam de volta ao topo da AFC East na temporada de 1981 da NFL, com um recorde de 11-4-1. Naquela temporada, a posição de quarterback dos Dolphins foi ocupada por Woodley e pelo quarterback Don Strock, fazendo com que a mídia local identificasse o quarterback de Miami como "Woodstrock".
Eles chegaram ao Divisional Game contra o San Diego Chargers, jogo que ficou conhecido como The Epic em Miami e lembrado como um dos jogos mais memoráveis da história da NFL. Depois de estar perdendo por 24-0 no final do primeiro tempo, Don Strock entrou no jogo e projetou uma virada frenética por 24-17. Depois que os Dolphins assumiram a liderança no quarto período, San Diego empatou em 38-38 com menos de um minuto de jogo. Na prorrogação, Rolf Benirschke chutou o field goal da vitória de San Diego (placar final: 41-38). Strock terminou o jogo com 403 jardas de passes e quatro touchdowns.
Na temporada de1982, os Dolphins, liderados pela defesa "Killer B" (Bob Baumhower, Bill Barnett, Lyle Blackwood, Kim Bokamper, Glenn Blackwood, Charles Bowser, Doug Betters e Bob Brudzinski), reduziram cinco de seus nove oponentes a 14 ou menos pontos a caminho de sua quarta aparição no Super Bowl. Durante as duas primeiras rodadas dos playoffs da NFL de 1982-83, eles se vingaram de derrotas anteriores, esmagando o New England Patriots por 28-13 e San Diego Chargers por 34-13. Depois de vencer o New York Jets na Final da AFC por 14-0, os Dolphins perderam o Super Bowl XVII para o Washington Redskins por 27-17.
Depois de aproveitar o sucesso enraizado em uma filosofia de defesa e empregando um ataque de controle de bola para tirar a pressão de quarterbacks sem brilho, as próximas 17 temporadas seriam marcadas por uma defesa média que limitava um grande quarterback.

### A era Dan Marino (1983–1999)
Durante o terceiro jogo da temporada de 1983 contra o Los Angeles Raiders no Monday Night Football, Shula substituiu o quarterback David Woodley pelo novato Dan Marino, que teve 20 touchdowns com apenas 6 interceptações. Apesar do sucesso na temporada regular (os Dolphins tiveram um recorde de 12-4 vencendo seus últimos cinco jogos da temporada regular, o único time da AFC East com um recorde de vitórias), eles perderam nos playoffs para o Seattle Seahawks.

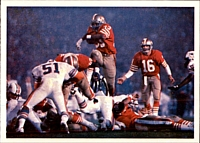
Os Dolphins enfrentaram os 49ers no Super Bowl XIX.

Em 1984, os Dolphins ganharam seus primeiros 11 jogos a caminho de uma temporada de 14–2 (a melhor temporada de 16 jogos da franquia até o momento). Marino, em sua primeira temporada completa, produziu uma das estatísticas mais impressionantes da história da NFL, estabelecendo o recorde de mais jardas (5.084), passes para touchdown (48) e passes completos (362) em uma única temporada. Ele foi eleito o MVP da NFL. O Miami venceu os Seahawks por 31 a 10 e superou o Steelers por 45-28 na Final da AFC para avançar ao Super Bowl XIX. Miami perdeu o Super Bowl para o San Francisco 49ers por 38-16, essa seria a única aparição no Super Bowl de Marino.
Miami terminou com um recorde de 12–4–0 em 1985. Eles se recuperaram de um déficit de 21-3 no terceiro quarto para bater o Cleveland Browns por 24-21 nos playoffs. O New England forçou seis turnovers a caminho de uma vitória de 31-14 na Final da AFC - a primeira dos Patriots em Miami desde 1966.
Em 1986, os Dolphins, prejudicados por lesões na defesa, tiveram um início de 2-5 e terminaram com um recorde de 8-8, não indo aos playoffs pela primeira vez desde 1980. Os problemas continuaram em 1987, com um recorde de 8–7. Em 1988, Miami teve sua primeira temporada com derrota (6-10) desde 1976 e terminou em 8-8 em 1989.
Pouco depois da temporada de 1989 ter terminado, Joe Robbie, dono dos Dolphins, morreu aos 73 anos. Wayne Huizenga tornou-se o proprietário majoritário em 1994.

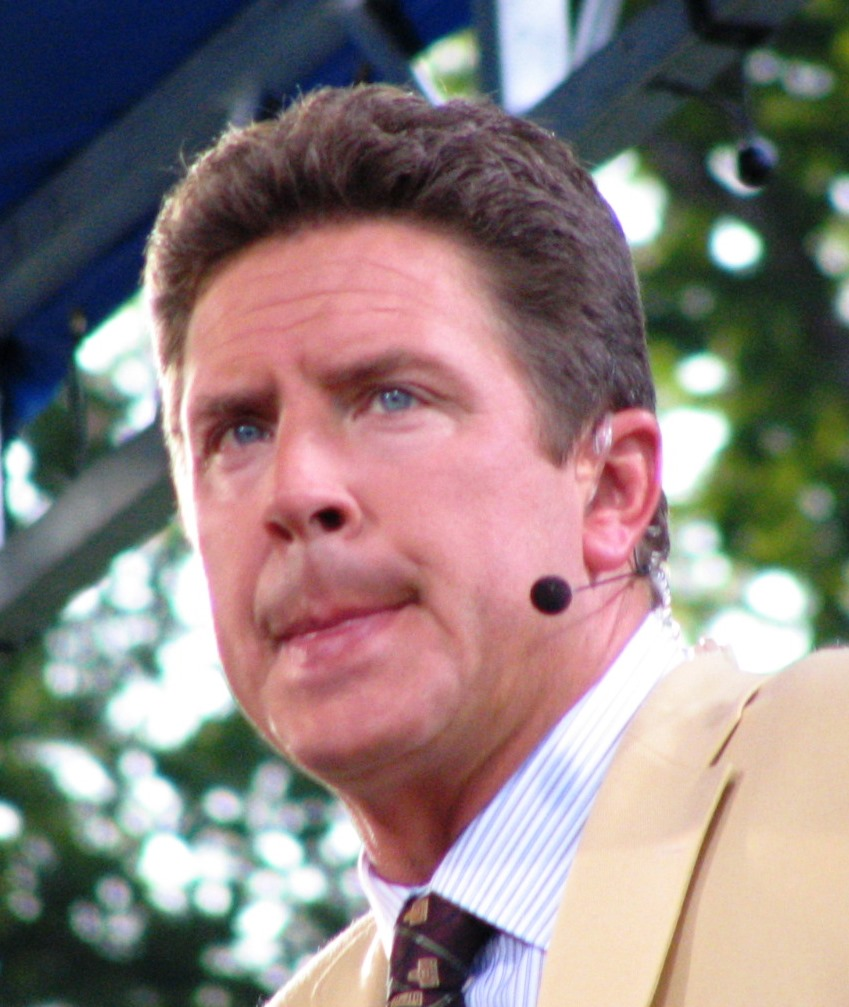
Dan Marino passou 17 temporadas com os Dolphins de 1983 a 1999

Em 1990, os Dolphins deram forma à defesa e terminaram com um recorde de 12-4. Eles bateram o Kansas City Chiefs por 17-16 no Wild Card, mas perderam para o Buffalo Bills por 44-34 na rodada seguinte dos playoffs. A equipe sofreu com lesões defensivas em 1991 e não foi para os playoffs, perdendo o lugar em uma derrota na prorrogação para o rival New York Jets na última semana da temporada.
Os Dolphins se recuperaram em 1992, começando a temporada com um recorde de 6-0 e terminando em 11-5 para ganhar o título da AFC East. Eles esmagaram os Chargers nos playoffs por 31-0, mas foram derrotados pelo Buffalo Bills por 29-10 em sua última aparição na Final da AFC até o momento.
A lesão no calcanhar de aquiles de Dan Marino, levou a equipe a perder os playoffs em 1993. Marino retornou em 1994 para levar os Dolphins a um recorde de 10-6 e ao título da AFC East. Depois de derrotar Joe Montana e o Kansas City Chiefs na rodada do Wild Card, os Dolphins sofreram uma derrota por 22-21 para o San Diego Chargers.
Em 1995, Marino quebrou os recordes de Fran Tarkenton de jardas (48.841), touchdowns (352) e passes completos (3.913), embora dois dos jogos em que ele quebrou esses recordes foram derrotas para o Indianapolis Colts. Os Dolphins terminaram a temporada com um recorde de 9-7, mas ainda assim foram para os playoffs como wild card, perdendo para Buffalo.
Após a temporada de 1995, Shula se aposentou e tornou-se executivo na diretoria do Dolphins. Jimmy Johnson, que ganhou um campeonato nacional colegial na Universidade de Miami e dois Super Bowls com o Dallas Cowboys, foi nomeado substituto de Shula. Na conferência de imprensa anunciando sua aposentadoria, Shula disse que "concordou em se afastar", levando alguns a especularem que Huizenga praticamente o demitiu.
Em 1996, o Miami terminou com um recorde de 8-8 e não foi aos playoffs. A temporada de 1.166 jardas do novato Abdul-Karim al-Jabbar e o destaque do linebacker Zach Thomas foram um dos poucos pontos brilhantes. Em 1997, Miami entrou nos playoffs com um recorde de 9-7, perdendo para o New England Patriots na rodada de Wild Card.
Miami teve uma sólida temporada de 10-6 em 1998, mas não foi o suficiente para passar o New York Jets como primeiro lugar na divisão. Os Dolphins bateram os Bills no Wild Card, mas perderam na próxima rodada para o eventual campeão Denver Broncos. (Os Broncos perderam apenas dois jogos da temporada regular em 1998, um dos quais foi para os Dolphins.)
Em 1999, a equipe avançou para os playoffs com um recorde de 9-7. Depois de uma vitória apertada contra Seattle no Wild Card, eles sofreram a segunda pior derrota nos playoffs na história da NFL perdendo para o Jacksonville Jaguars por 62-7 (a pior derrota nos playoff foi a derrota dos Washington Redskins em casa para o Chicago Bears por 73–0 em 1940). Após a temporada, Jimmy Johnson deixou o time e Marino se aposentou.

### Pós-Marino (2000–2012)

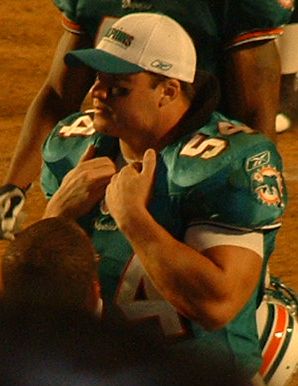
Zach Thomas contribuiu fortemente para os Dolphins irem para os playoffs em 2000 e 2001.

Antes da temporada de 2000, Dave Wannstedt, ex-jogador do Chicago Bears, tornou-se o novo técnico, e Jay Fiedler se tornou o novo quarterback. Apesar das expectativas baixas, a defesa teve um grande desempenho com Jason Taylor e Trace Armstrong, tendo 10 sacks cada um, e quatro jogadores (Sam Madison, Brian Walker, Brock Marion e Patrick Surtain), totalizando pelo menos cinco interceptações. O linebacker All-Pro Zach Thomas também contribuiu com muitos tackles. Além disso, Lamar Smith correu para 1.139 jardas e o Miami terminou com um recorde de 11-5. Na primeira rodada dos playoffs, Miami levou o Indianapolis Colts à prorrogação e venceu em uma corrida de Lamar Smith. Smith terminou esse jogo com 209 jardas em 40 corridas, mas na próxima rodada, os Dolphins perderam pro Oakland Raiders e um Smith desgastado mal conseguiu correr.
Durante a temporada de 2001, os Dolphins contaram com uma forte defesa para terminar com um recorde de 11-5, ganhando um lugar no Wild Card e terminando em segundo lugar no AFC East, atrás do eventual campeão do Super Bowl, New England Patriots. Os Dolphins perderam na primeira rodada dos playoffs por 20–3 para o Baltimore Ravens.

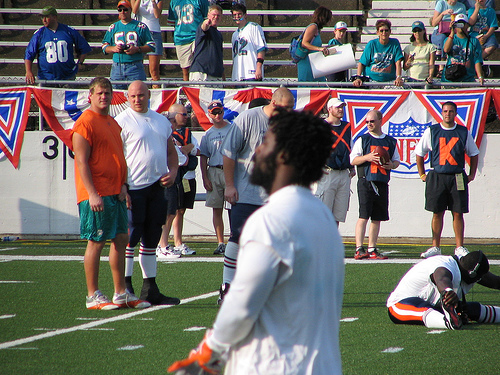
Ricky Williams em 8 de agosto de 2005 em seu primeiro jogo na volta da aposentadoria

Miami revitalizou seu jogo de corrida a tempo para a temporada de 2002, trazendo o running back Ricky Williams do New Orleans Saints, além disso, o tight end novato Randy McMichael teve uma temporada produtiva. Miami rapidamente tinha um recorde de 5-1, com destaque para a primeira vitória dos Dolphins sobre o New York Jets desde 1997 e um retorno de Fiedler no último minuto contra os Broncos. No entanto, Fiedler machucou o polegar e não jogou nos próximos seis jogos. Os Dolphins não foram para os playoffs. Muitos fãs pediram a demissão de Wannstedt, mas ele foi mantido para a temporada de 2003.
Miami terminou a temporada de 2003 com um recorde de 10-6.
O período de férias em 2004 foi desastroso para Miami. O tight end Randy McMichael foi preso por violência doméstica e David Boston (contratado de San Diego) sofreu uma lesão e perdeu a temporada inteira. Mas o maior choque veio quando Ricky Williams se aposentou por razões não especificadas. Eventualmente, foi revelado que Williams havia incorrido recentemente em seu terceiro ataque sob a política de abuso de substâncias da NFL, e em menor grau, sentiu que ele foi usado desnecessariamente por Wannstedt. Muitos especialistas previram uma temporada desastrosa para os Dolphins. Essas previsões se confirmaram quando Miami perdeu seus primeiros seis jogos da temporada de 2004, marcando o pior início da história da franquia na época. A equipe estava com um recorde de 1-8 quando Wannstedt se demitiu em 9 de novembro. Ele foi substituído interinamente pelo coordenador defensivo, Jim Bates. Os Dolphins se saíram um pouco melhor com Bates, vencendo três dos últimos sete jogos, incluindo uma vitória por 29-28 sobre o campeão Patriots. Apesar disso, os Dolphins decidiram não contratar Bates para a posição de treinador permanente.
Os Dolphins contrataram o treinador de LSU, Nick Saban. Com a segunda escolha no Draft de 2005, Nick Saban optou por selecionar o running back de Auburn, Ronnie Brown. Os Dolphins perderam sete dos seus primeiros dez jogos e ficaram com um recorde de 3-7, porém, os Dolphins se recuperaram, vencendo seus últimos seis jogos, incluindo uma vitória no último jogo da temporada contra o New England Patriots. A equipe terminou com um recorde 9-7 e não foi aos playoffs.

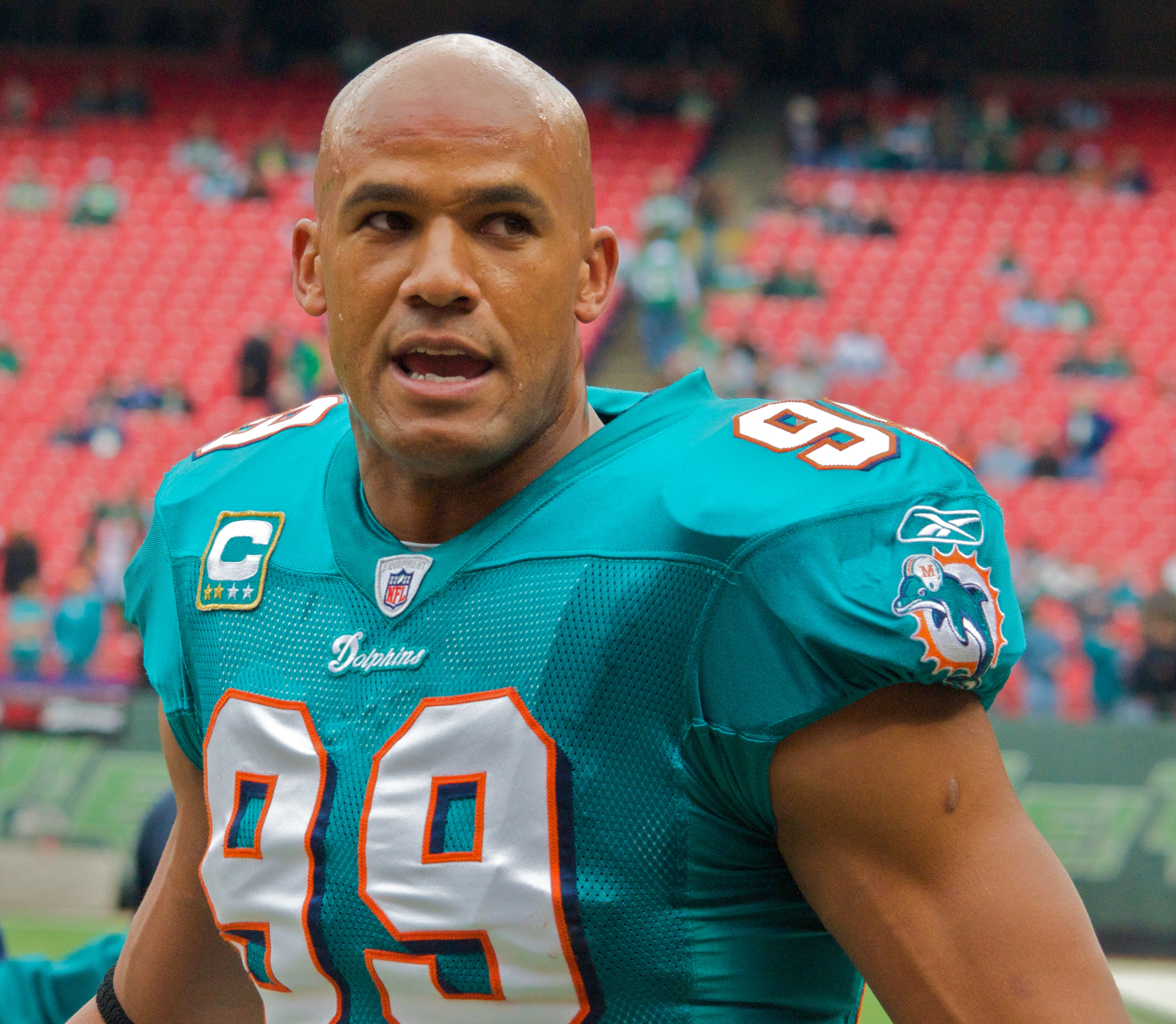
Jason Taylor foi o Jogador Defensivo do Ano da NFL de 2006.

No período de férias, os Dolphins mostraram grande interesse em contratar o quarterback Drew Brees; no entanto, Miami não tinha certeza se o ombro de Brees estava completamente curado. Os Dolphins terminaram as negociações e contrataram o quarterback do Minnesota Vikings, Daunte Culpepper, uma jogada que assombraria os torcedores dos Dolphins até hoje. A temporada acabou por ser uma grande decepção. Culpepper nunca se recuperou da lesão devastadora no joelho que sofreu em 2005, se machucou após o quarto jogo da temporada e, eventualmente, foi para reserva. Depois de iniciar a temporada com 1-6, os Dolphins venceram quatro partidas seguidas e voltaram à caçada aos playoffs, mas algumas derrotas mais tarde encerraram suas esperanças. O treinador, Nick Saban abandonou os Dolphins e assumiu a posição de treinador na Universidade do Alabama. Os Dolphins contrataram o ex-coordenador ofensivo dos Chargers, Cam Cameron, como seu substituto.
Os Dolphins terminaram a temporada de 2007 com um recorde de 1-15, o pior da história da franquia. No final da temporada, Bill Parcells foi nomeado vice-presidente executivo das operações de futebol. Logo após o final da temporada, Parcells demitiu o gerente geral Randy Mueller e em 3 de janeiro de 2008, o técnico Cam Cameron foi demitido junto com quase todos os seus funcionários.

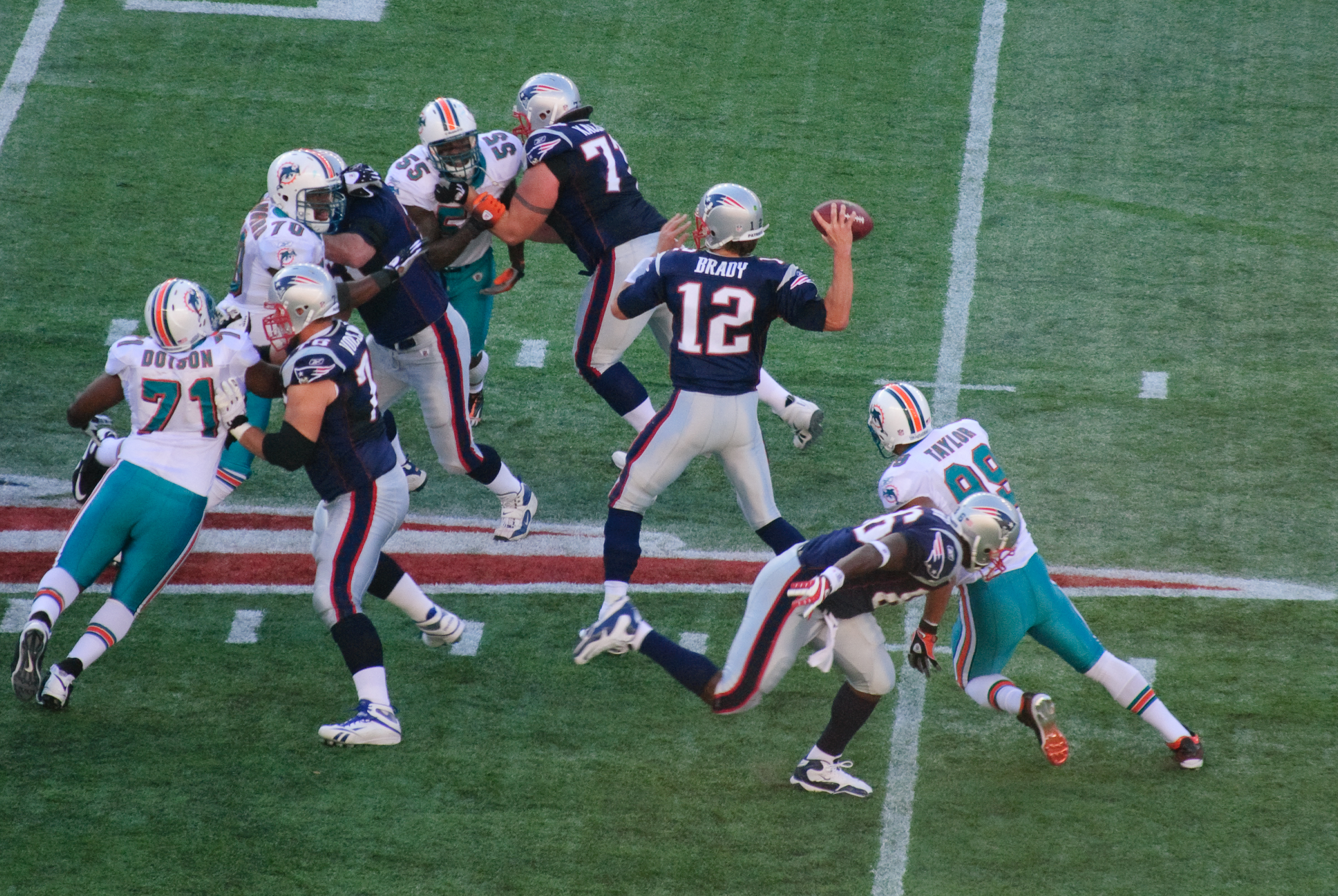
Miami Dolphins vs New England Patriots em 2009

Parcells então contratou Tony Sparano, que anteriormente era assistente de Parcells no Dallas Cowboys. Os Dolphins selecionaram Jake Long, jogador de linha defensiva da Universidade de Michigan como a primeira escolha do Draft de 2008 e selecionou o quarterback Chad Henne na segunda rodada. Depois que o New York Jets dispensou o quarterback Chad Pennington, os Dolphins rapidamente assinaram com Pennington. Na temporada de 2008, os Dolphins completaram a maior reviravolta em uma única temporada na história da NFL, passando de 1-15 em 2007 para 11-5. Além disso, Miami venceu a AFC East, tornando-se o primeiro time na história da NFL a vencer sua divisão depois de ter apenas uma vitória na temporada anterior. No entanto, os Dolphins perderam na primeira rodada dos playoffs para o Baltimore Ravens por 27-9.
Em 2009, os Dolphins começaram novamente com 0-2. Na semana 3, Chad Pennington sofreu uma lesão no ombro contra o San Diego Chargers e ficou de fora pelo resto da temporada de 2009. O quarterback do segundo ano Chad Henne o substituiu. Sob o comando de Henne, os Dolphins venceram seus dois primeiros jogos antes de perder para os Saints. Os Dolphins terminaram a temporada com três derrotas consecutivas para terminar com um recorde de 7-9 e fora dos playoffs.
Os Dolphins pareciam se recuperar na próxima temporada ao trazer Brandon Marshall do Denver Broncos em troca de duas escolhas de draft e Karlos Dansby. Em setembro de 2010, Bill Parcells, deixou o cargo de vice-presidente de Operações de Futebol, mas permaneceu como consultor. Os Dolphins começaram 2010 vencendo seus dois primeiros jogos mas no entanto, o resto da temporada seria uma decepção. Eles terminaram com um recorde de 7-9 novamente, perdendo os playoffs pela 8ª vez em 9 anos. Perguntas foram levantadas sobre o futuro de Chad Henne e do treinador Sparano. Foi relatado que Stephen Ross estava interessado em contratar o treinador da Universidade de Stanford, Jim Harbaugh; no entanto, Ross negou esses rumores e, na mesma semana, deu a Tony Sparano uma prorrogação de contrato de três anos.
Em 2011, os Dolphins tiveram um início desastroso de 0-7, recuperaram-se para vencer quatro dos cinco jogos seguintes e depois perderam por 26-10 para o Philadelphia Eagles, acabando efetivamente com a disputa nos playoffs e com o trabalho de Tony Sparano como treinador principal. Todd Bowles entrou como treinador interino para o restante da temporada de 2011. Os Dolphins venceram dois de seus últimos três jogos, incluindo uma vitória sobre os Jets que acabaram com as chances dos playoffs do Jets.
No período de entressafra, os torcedores organizaram um protesto para pedir a demissão do gerente geral Jeff Ireland.

### Era Ryan Tannehill (2012–presente)
Os Dolphins contrataram o ex-coordenador ofensivo do Green Bay Packers, Joe Philbin, em 20 de janeiro de 2012 para ser o treinador principal. Os Dolphins escolheram Ryan Tannehill com a 8ª escolha no Draft de 2012.Tannehill ganhou a posição de titularpara a temporada de 2012 depois de uma forte exibição na pré-temporada. Apesar de um início de 4-3, os Dolphins perderam um jogo muito elogiado contra o Colts por 23-20, iniciando uma sequência de 3 derrotas. Depois de ficar na disputa do Wild Card até a 16ª semana, o Miami terminou com um recorde de 7-9.
Com muitos pontos de interrogação sobre o futuro de alguns jogadores populares, incluindo Jake Long, os Dolphins entraram no período de entressafra à procura de ajuda em muitas posições. Apesar das contratações de Brandon Albert, Mike Wallace, Dannell Ellerbe e Jelani Jenkins, os Dolphins terminaram a temporada de 2013 com um recorde de 8-8 e teriam feito os playoffs se não fosse por uma derrota perto do final da temporada.
Após a temporada de 2013, o gerente geral Jeff Ireland foi demitido. Ele foi substituído por Dennis Hickey. Depois de um início de 5-3, os Dolphins terminaram a temporada de 2014 com um recorde de 8-8 e perderam os playoffs pela sexta temporada consecutiva.
Em janeiro de 2015, os Dolphins contrataram o ex-gerente geral do New York Jets, Mike Tannenbaum, para se tornar o vice-presidente executivo de operações de futebol da equipe. Em março de 2015, os Dolphins fizeram a maior contratação gratuita da NFL; Eles assinaram com o defense tackle Ndamukong Suh para o contrato mais rico da história da NFL para qualquer jogador defensivo. O contrato de Suh é de seis anos no valor de US $ 114 milhões (US $ 60 milhões garantidos). Dois meses depois, em maio de 2015, os Dolphins estenderam o contrato do quarterback Ryan Tannehill até a temporada de 2020 com uma extensão de contrato de 96 milhões de dólares (45 milhões de dólares garantidos). No entanto, os Dolphins começaram a temporada de 2015 com um recorde de 1-3, que resultou na demissão do técnico Joe Philbin em 5 de outubro de 2015. O técnico de tight end Dan Campbell foi indicado como treinador interino.
Em 9 de janeiro de 2016, o ex-coordenador ofensivo do Bears, Adam Gase, foi contratado como treinador principal. A era Adam Gase teve um início sem brilho. No entanto, Dolphins teve uma sequência de 6 vitórias e entrou na disputa dos playoffs por 7–4. Depois de uma derrota para os Baltimore Ravens, os Dolphins venceram três jogos seguidos e garantiram um lugar nos playoffs que não vinha desde 2008. Os Dolphins terminaram com um recorde de 10-6. Eles foram derrotados na primeira rodada pelo Steelers.
Durante os treinos em 2017, Tannehill sofreu uma ruptura do ligamento cruzado anterior. Os Dolphins trouxeram o veterano Jay Cutler para ser titular. Em última análise, a temporada foi uma decepção quando os Dolphins terminaram em 6-10.

### Super Bowls
| Ano  | Treinador | Super Bowl | Local       | Oponente            | Resultado | Recorde |
| ---- | --------- | ---------- | ----------- | ------------------- | --------- | ------- |
| 1972 | Don Shula | VII        | Los Angeles | Washington Redskins | 14–7      | 17–0    |
| 1973 | Don Shula | VIII       | Houston     | Minnesota Vikings   | 24–7      | 15–2    |

### Campeões da AFC
| Ano                      | Treinador                | Local                    | Oponente                 | Resultado | Recorde |
| ------------------------ | ------------------------ | ------------------------ | ------------------------ | --------- | ------- |
| 1971                     | Don Shula                | Miami                    | Baltimore Colts          | 21–0      | 12–4–1  |
| 1972                     | Don Shula                | Pittsburgh               | Pittsburgh Steelers      | 21–17     | 17–0    |
| 1973                     | Don Shula                | Miami                    | Oakland Raiders          | 27–10     | 15–2    |
| 1982                     | Don Shula                | Miami                    | New York Jets            | 14–0      | 10–3    |
| 1984                     | Don Shula                | Miami                    | Pittsburgh Steelers      | 45–28     | 16–3    |
| Total de títulos da AFC: | Total de títulos da AFC: | Total de títulos da AFC: | Total de títulos da AFC: | 5         | 5       |

## Rivalidades
Os Dolphins compartilham intensas rivalidades com seus três oponentes da AFC East, mas também tiveram rivalidades históricas ou ocasionais com outras equipes, como o Tampa Bay Buccaneers, Indianapolis Colts, Pittsburgh Steelers, San Diego/Los Angeles Charges, Oakland Raiders e, em menor escala, o Jacksonville Jaguars.

### Buffalo Bills
Os Dolphins e o Buffalo Bills têm uma rivalidade de longa data, pois há diferenças características entre as cidades de Miami e Buffalo, especialmente no clima e na cultura. A rivalidade foi extremamente desequilibrada em favor de Miami durante a década de 1970, quando os Dolphins venceram todos os 20 jogos contra os Bills durante aquela década. As coisas mudaram nas décadas de 1980 e 1990, quando Jim Kelly se tornou o quarterback dos Bills. Embora ambas as equipes tenham sido extremamente dominantes durante esse período, os Bills acabaram mantendo a liderança e dominaram os Dolphins durante os quatro confrontos nos playoffs nos anos 90. Com a ascensão de Tom Brady e os Patriots durante os anos 2000 e as aposentadorias de Dan Marino e Jim Kelly, a rivalidade Bills-Dolphins se desvaneceu em relevância, mas permanece um intensa até hoje. Alguns ex-Dolphins também jogaram nos Bills, mais notavelmente Dan Carpenter, Chris Hogan e Charles Clay.

### New England Patriots
Os Dolphins dominaram o New England Patriots durante os anos 1970 e 1990, mas também houve alguns momentos notáveis, incluindo um jogo agora conhecido como o Snowplow Game. As coisas mudaram quando Tom Brady se tornou o quarterback dos Patriots e, desde então, os Patriots praticamente dominaram a AFC, especialmente a AFC East. Miami ganhou mais jogos contra eles do que os Bills ou Jets fizeram durante essa década. Miami e New England também são as duas únicas franquias que registraram recordes invictos na temporada regular desde a fusão NFL-AFL, mas apenas os Dolphins de 1972 conseguiram vencer o Super Bowl.

### New York Jets
O New York Jets são talvez os rivais mais amargos de Miami. Assim como a rivalidade Bills-Dolphins é motivada por diferenças, Dolphins-Jets também é notável pelas diferenças entre Nova York e Miami. Essa rivalidade tem sido mais consistente ao longo dos anos. Alguns dos momentos mais memoráveis desta rivalidade incluem o falso spike de Dan Marino, Vinny Testaverde liderando os Jets para uma notável virada no Monday Night Football, e o ex-quarterback do Jets Chad Pennington assinando com os Dolphins e levando-os a um título da divisão. As duas equipes também jogaram na Final da AFC de 1982, com o Miami ganhando para enfrentar o Washington Redskins no Super Bowl XVII.

## Instalações

### Estádio

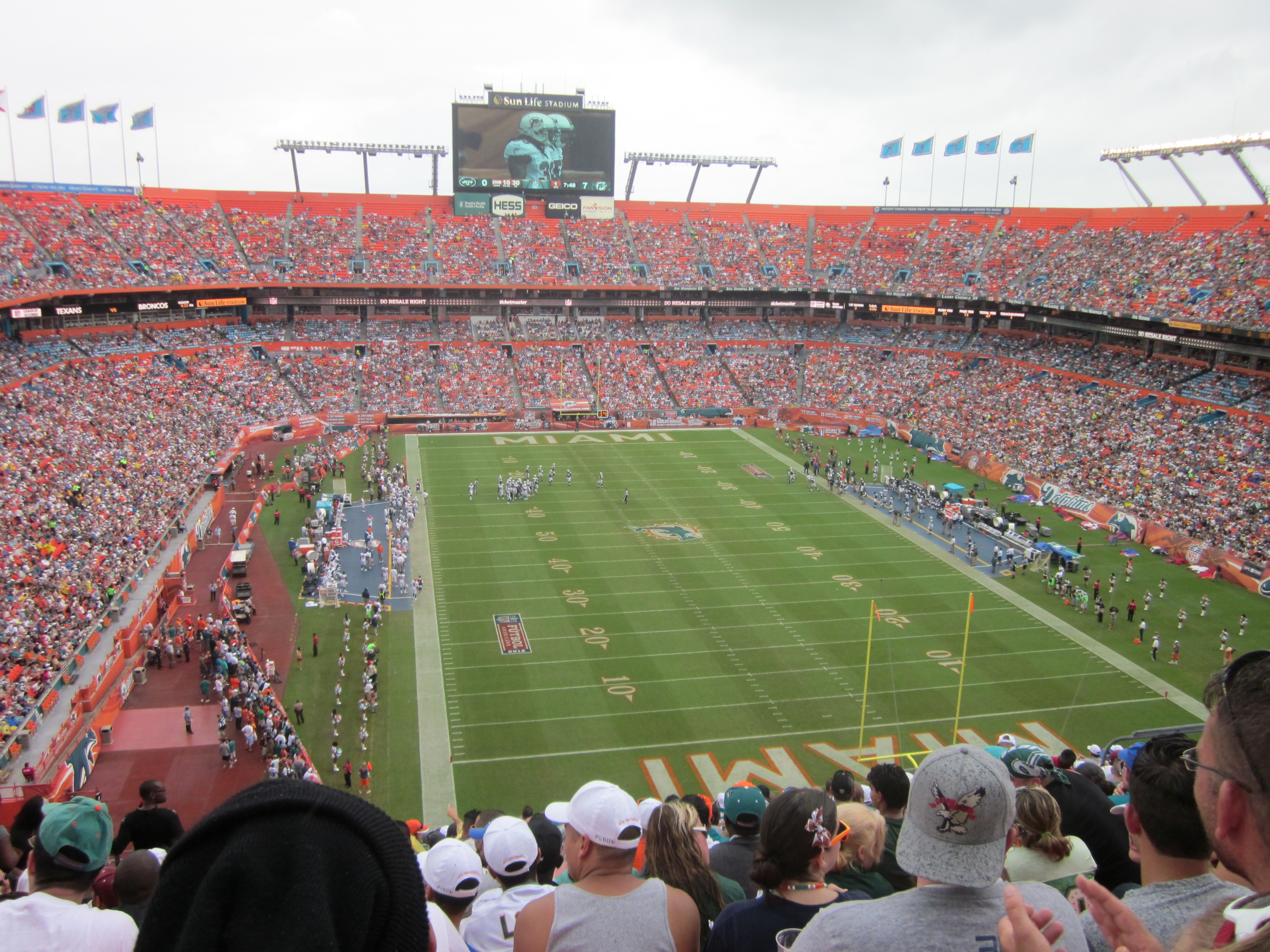
Sun Life Stadium em 2012.

Os Dolphins jogaram originalmente todos os jogos em casa no Orange Bowl em Miami. Eles se mudaram para o novo Joe Robbie Stadium após a temporada de 1986.
De 1993 a 2011, os Dolphins dividiram o estádio com o Florida Marlins da Major League Baseball. O local tem vários contratos de direitos de nomeação desde 1996, com os nomes Pro Player Stadium, Dolphins Stadium, Dolphin Stadium, LandShark Stadium, Sun Life Stadium, New Miami Stadium e, a partir de agosto de 2016, Hard Rock Stadium.
A instalação está localizada em Miami Gardens, um subúrbio de Miami localizado a aproximadamente 24 km ao norte do centro de Miami. Os Miami Dolphins dividem o Hard Rock Stadium com o Miami Hurricanes da NCAA. A temporada 2015-2016 foi a primeira temporada no recém-renovado Hard Rock Stadium. Os Dolphins gastaram US $ 400 milhões em uma grande reforma no Hard Rock Stadium. Cada assento foi substituído e os assentos de nível inferior foram movidos para mais perto do campo. Existem aproximadamente 10.000 menos lugares.

### Campo de Treinamento
St. Petersburg Beach sediou o primeiro campo de treinamento dos Dolphins em 1966. Saint Andrew's School (Boca Raton, Florida) recebeu o campo de treinamento no final dos anos 60. Os Dolphins treinaram posteriormente em Miami Gardens no Biscayne College, posteriormente renomeado como St. Thomas University, de 1970 a 1993.
Em 1993, os Dolphins abriram o Miami Dolphins Training Facility na Nova Southeastern University em Davie, Flórida. Em 2006, a instalação acrescentou um campo que permite que a equipe pratique durante as tempestades que são comuns na área durante o verão.

## Informações da franquia

### Logo e uniformes

#### Golfinho Pulando (1966–2012)

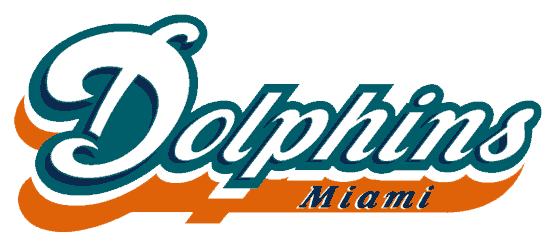
Logo dos Miami Dolphins (1997–2012)

O logo e os uniformes dos Dolphins permaneceram bastante consistentes desde a fundação da equipe até 2012. As cores da equipe eram originalmente aqua e coral, com o logo original consistindo de um sol com um golfinho saltitante usando um capacete de futebol com a letra M. Em sua estreia em 1966 a cabeça do golfinho estava perto do centro do sol. Para o ano de 1967, o golfinho estava no centro do sol, mas voltou ao logo original entre 1968 e 1973. Em 1974, o corpo do golfinho estava centrado no sol em um logo ligeiramente menor do que a versão de 1967.
Os uniformes apresentavam calças brancas com listras aqua e coral, combinadas com uma camisa branca ou azul. Na camisola branca, os números e os nomes dos blocos de aqua foram delineados em coral, com riscas de manga cor de água e coral.
Uma atualização foi dada ao logo em 1997: o sunburst foi simplificado e o golfinho foi escurecido e recebeu uma expressão de jogo mais séria. Os uniformes permaneceram os mesmos, no entanto, uma fonte de número de bloco diferente foi usada e sombras da marinha foram adicionadas.
Em ocasiões muito raras, uma camiseta laranja era usada para jogos do horário nobre. Os uniformes basicamente trocaram a localização da laranja e do aqua da camisa. A camisa laranja foi usada pela primeira vez em um Sunday Night em 2003 contra Washington. Em 2004, a camiseta laranja foi trazida de volta para uma partida da ABC Monday Night Football contra o New England Patriots.
Em 2009, os Dolphins mudaram para sapatos pretos pela primeira vez desde os primeiros dias de glória da década de 1970, seguindo uma tendência recente entre as equipes da NFL. No entanto, em 2011, eles voltaram a usar sapatos brancos.
O jogo final dos Dolphins no estilo original, com números de blocos e o icônico logomarca do golfinho saltitante, foi o último joga da temporada de 2012 contra o New England Patriots em Foxboro. As camisas brancas eram usadas para o jogo, e como os rumores de um novo visual estavam vindos, muitos fãs sabiam que provavelmente seria a última vez que sua equipe usaria o logotipo do golfinho pulando.

#### Novo logo (2013–presente)
Um logo radicalmente novo e novos uniformes foram revelados pouco antes do Draft de 2013. O novo logo apresenta um golfinho aquático estilizado nadando na frente de uma versão fortemente modificada do sunburst laranja. O golfinho no logo é mais vago e artístico, e não está usando um capacete, pois é apenas uma silhueta de um golfinho no aqua e na marinha.
A Marinha foi incorporada como cor de destaque pela primeira vez, com a laranja ficando muito menos enfatizada. Os uniformes apresentam calças brancas e calças aqua, com uma camisa branca ou azul. Os golfinhos continuam a usar branco em casa, assim como tinham com os uniformes anteriores, com o aqua sendo usado para jogos em casa no horário nobre. A camisa branca apresenta números e nomes de aqua em uma fonte personalizada exclusiva, com contornos laranja e marinho nos números, no entanto, os nomes usam apenas a Marinha como uma cor de contorno. As camisas do aqua usam números brancos com um contorno laranja e aqua e nomes brancos com um contorno da marinha. Os capacetes são brancos com uma máscara branca, assim como os últimos anos da aparência anterior, no entanto a Marinha é uma cor proeminente na faixa do capacete, unindo Aqua e uma laranja sem ênfase. Ambas as camisas têm grandes textos "Dolphins" acima dos números, escritos no novo script da equipe. As calças são aqua (usadas somente com a camisa branca) ou brancas, e não contêm outras marcações além de uma pequena marca de equipe.
Em 2018, a equipe fez algumas pequenas modificações no logo e no uniforme: os tons de laranja e aqua foram ajustados e o azul marinho foi removido do esquema de cores, permanecendo apenas no logotipo.

### Músicas
A música tema dos Dolphins foi escrita e composta por Lee Ofman. Ofman ofereceu a música para os Dolphins antes da temporada de 1972 porque ele queria que a música inspirasse seu time favorito. A música logo serviria como um amuleto de boa sorte para os Dolphins nas próximas temporadas. As conquistas consecutivas da NFL, juntamente com a popularidade da música entre os fãs dos Dolphins, asseguraram a longevidade da música.
Os Dolphins revelaram uma nova música tema escrita por T-Pain, Jimmy Buffett e Pitbull em 7 de agosto de 2009. A música foi tocada durante o jogo de abertura da pré-temporada contra o Jacksonville Jaguars em 17 de agosto de 2009, mas não foi tocada no segundo jogo de pré-temporada contra os Carolina Panthers em 22 de agosto de 2009 após ser vaiada no primeiro jogo. Além disso, a equipe preferiu tocar a música de Buffett "Fins" após as pontuações durante a temporada regular de 2009.

### Cheerleaders

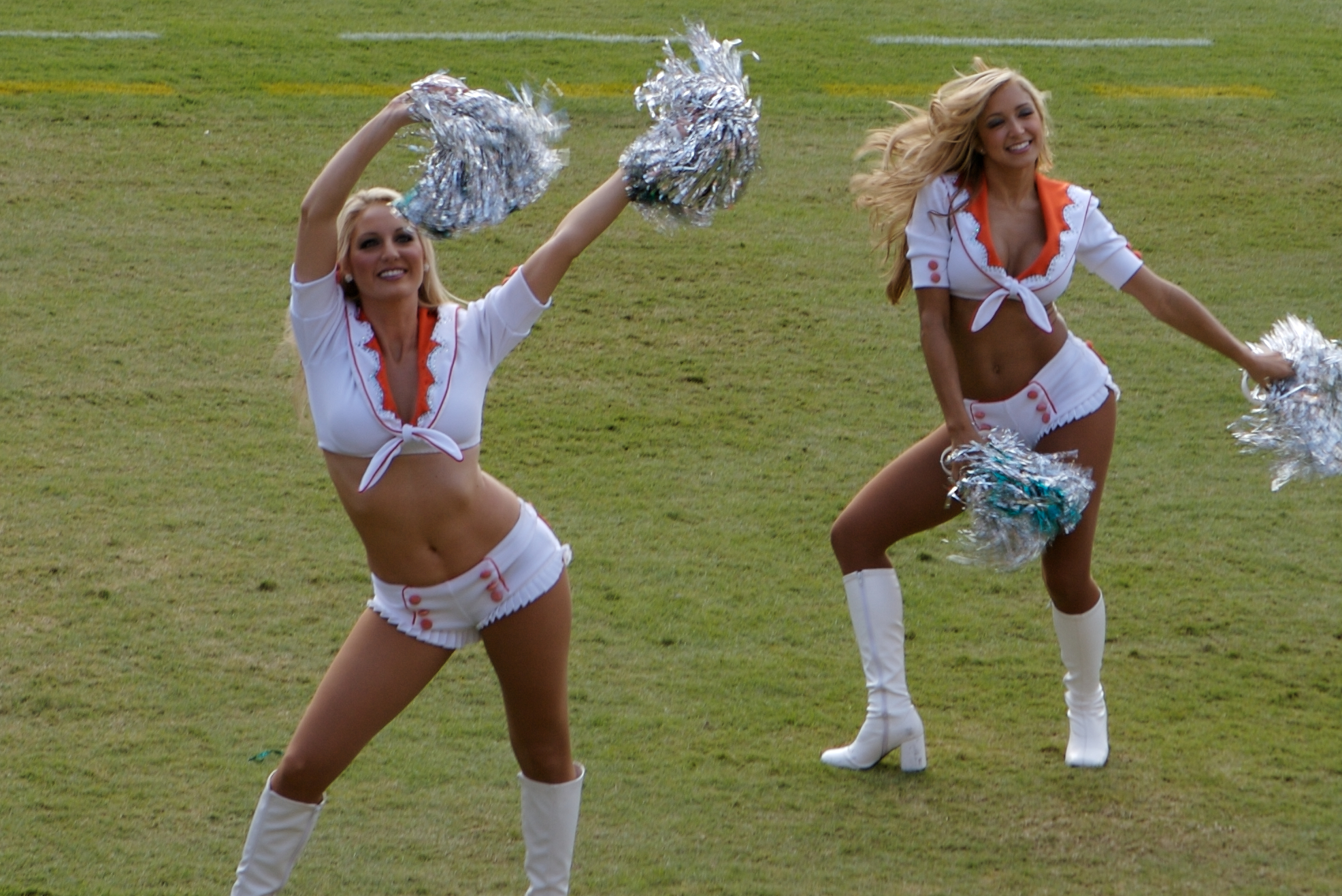
Cheerleaders em performance

As líderes de torcida tiveram sua estreia em 1978. A coreógrafa fundadora das líderes de torcida era June Taylor, famosa colega de Jackie Gleason, que liderou a equipe até sua aposentadoria em 1990.

### Equipes Especiais / Programa de Voluntariado
Em abril de 2010, os Dolphins começaram o primeiro Programa de Voluntariado na NFL. Equipes Especiais é uma organização voluntária exclusiva criada para mobilizaros serviços contínuos da comunidade com a equipe, os jogadores e ex-alunos. A missão das Equipes Especiais é oferecer serviços práticos às comunidades e famílias necessitadas, fazer parcerias com organizações existentes em programas sociais, cívicos e beneficentes valiosos, fornecer assistência nos eventos da Fundação Miami Dolphins e apoiar os esforços da comunidade em momentos de emergência. Este programa é dirigido por Leslie Nixon e Sergio Xiques. Desde a sua criação, as Equipes Especiais deram mais de 100.000 horas de serviços comunitários para a comunidade do sul da Flórida e do México.

### Mascotes

#### T.D.
Em 18 de abril de 1997, foi introduzida a primeiro mascote "oficial" dos Miami Dolphins. O mascote fez sua estreia pública em 19 de abril no Pro Player Stadium durante a festa de recrutamento da equipe. A equipe, então, fez um concurso "Nomeie o mascote", que atraiu mais de 13.000 inscritos, abrangendo todos os 50 estados e 22 países. 529 nomes foram sugeridos. A inscrição vencedora foi anunciada no banquete anual dos Dolphins em 4 de junho de 1997.

#### Dolfan Denny
Denny Sym aplaudiu os Miami Dolphins, liderando as multidões de Miami em aplausos e cantos em seu brilhante coral (laranja) e chapéu aqua do primeiro jogo dos Dolphins de 1966 até 2000. Sym morreu em março 18, 2007. Ele tinha 72 anos.

#### Flipper
De 1966 a 1968, e na década de 1970, um golfinho vivo estava situado em um tanque de água no leste de Orange Bowl. Ele pulava no tanque para celebrar os touchdowns e os fields goals. O tanque que foi criado na década de 1970 foi fabricado por Evan Bush e mantido durante os jogos por Evan Bush e Dene Whitaker. Flipper foi removido do Orange Bowl após 1968 para economizar custos e na década de 1970 devido ao estresse.
Em Ace Ventura: Pet Detective, Snowflake, um golfinho vivo que faz comportamentos especiais depois que os Dolphins marcam um touchdown, ele foi sequestrado como parte de uma trama de vingança contra Dan Marino.

## Jogadores
Predefinição:Elenco do Miami Dolphins

## Radio e Televisão
Em agosto de 2010, a equipe lançou sua própria "rede" regional de TV. A Rede de Televisão dos Dolphins é composta por 10 emissoras de TV do sul da Flórida que concordaram em levar a cobertura produzida pela equipe. Os jogos de pré-temporada são transmitidos pela televisão através da WFOR nos condados de Miami-Dade e Broward, WTVX em West Palm Beach, WBBH em Fort Myers e WRDQ em Orlando.
Dick Stocktonm, Bob Griese e Nat Moore são os comentaristas. A equipe de radiodifusão apresenta Jimmy Cefalo e Joe Rose fazem os comentários durante os jogos de pré-temporada, juntamente com Griese nos jogos da temporada regular.
A cobertura de rádio é fornecida no WQAM-AM 560 e no WKIS-FM 99.9. Além disso, os jogos também podem ser ouvidos em espanhol no WNMA-AM 1210, com Raúl Striker Jr. e Joaquin Duro.
Os jogos de pré-temporada são transmitidos pela WFOR, propriedade da CBS, assim como a temporada regular na mesma estação. Se a equipe receber um oponente interconferência, o WSVN, o afiliado local da Fox, terá os jogos sendo televisionados. Quando jogados todos os domingos à noite, os jogos da equipe serão transmitidos na WTVJ, a estação NBC O & O.
Afiliadas de rádio dos Dolphins:

### Inglês
| Cidade                | Sinal   | Frequencia |
| --------------------- | ------- | ---------- |
| Miami/Fort Lauderdale | WQAM-AM | 560 AM     |
| Miami/Fort Lauderdale | WKIS-FM | 99.9 FM    |
| Fort Myers            | WRXK-FM | 96 FM      |
| Key West              | WKWF-AM | 1600 AM    |
| Orlando               | WDBO-AM | 580 AM     |
| Port St. Lucie        | WPSL-AM | 1590 AM    |
| West Palm Beach       | WUUB-FM | 106.3 FM   |

### Espanhol
| Cidade                | Sinal   | Frequencia |
| --------------------- | ------- | ---------- |
| Miami/Fort Lauderdale | WNMA-AM | 1210 AM    |
| West Palm Beach       | WEFL-AM | 760 AM     |

## Recordes

### Recordes em uma temporadas
Passando
- Jardas passadas: 5,084 – Dan Marino (1984)
- Passes para touchdowns: 48 – Dan Marino (1984)
- Passes completados: 392 – Ryan Tannehill (2014)
- Passes tentados: 623 – Dan Marino (1986)
- Passe mais longo completo: 86 jardas – Bob Griese (1971)

Correndo
- Jardas terrestres: 1,853 – Ricky Williams (2002)
- Corridas: 392 – Ricky Williams (2003)
- Touchdowns terrestres: 16 – Ricky Williams (2002)
- Mais longa corrida: 97 jardas – Lamar Miller (2014)
- Jardas terrestres por jogo: 115.8 yards – Ricky Williams (2002)

Recebendo
- Recepções: 112 – Jarvis Landry (2017)
- Jardas recebidas: 1,389 – Mark Clayton (1984)
- Touchdowns recebidos: 18 – Mark Clayton (1984)

Retornos
- Mais retornos de Punt: 43 – Wes Welker (2004 e 2005)
- Mais longo punt retornado: 87 jardas – Tommy Vigorito (1981) e Ted Ginn (2007)
- Mais longo kickoff retornado: 105 jardas – Mercury Morris (1969)

Chutes
- Field goals: 39 – Olindo Mare (1999)
- Extra Points convertidos: 66 – Uwe von Schamann (1984)
- Punts: 98 – Matt Turk (2004)
- Jardas no Punt: 4,380 – Matt Darr (2015)

### Recordes na carreira
- Jardas passadas: 61,361 - Dan Marino (1983–1999)
- Passes para touchdowns: 420 - Dan Marino (1983–1999)
- Jardas terrestres: 6,737 - Larry Csonka (1968–1979)
- Touchdowns terrestres: 53 - Larry Csonka (1968–1979)
- Recepções: 550 - Mark Clayton (1983–1992)
- Jardas recebidas: 8,869 - Mark Duper (1982–1992)
- Passes interceptados: 35 - Jake Scott (1970–1975)
- Field goals: 245 - Olindo Mare (1997–2006)
- Pontos: 1,048 - Olindo Mare (1997–2006)
- Total touchdowns: 82 - Mark Clayton (1983–1992)
- Média de retorno de punt: 15,7 - Gary Davis (1976–1979)
- Média de retorno de Kickoff: 58,0 - Jimmy Wyrick (2003–2004)
- Sacks: 131 - Jason Taylor (1997–2011)
- Tackles: 1,035 - Zach Thomas (1996–2007)
- Vitórias (treinador): 257 - Don Shula (1970–1995)

### Hall da Fama

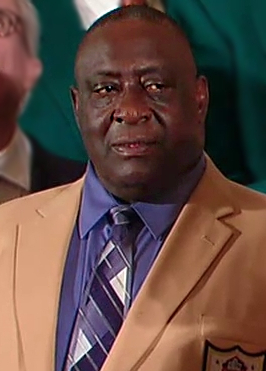
Larry Little

Os Dolphins têm atualmente nove jogadores, um treinador e um colaborador consagrados no Hall da Fama do Pro Football, que passaram a maioria (ou totalidade) de suas carreiras, ou fizeram contribuições significativas com o Miami Dolphins. Três outros jogadores e um colaborador que tiveram apenas uma "parte menor" de suas carreiras com os Dolphins, também foram consagrados no Hall da Fama do Pro Football.
| Jogadores                | Jogadores         | Jogadores          | Jogadores           | Jogadores             | Jogadores  |
| No.                      | Nome              | College            | Posições            | Temporada             | Introdução |
| ------------------------ | ----------------- | ------------------ | ------------------- | --------------------- | ---------- |
| 42                       | Paul Warfield     | Ohio State         | WR                  | 1970–1974             | 1983       |
| 39                       | Larry Csonka      | Syracuse           | FB                  | 1968–1974, 1979       | 1987       |
| 62                       | Jim Langer        | North Dakota State | C                   | 1970–1979             | 1987       |
| 12                       | Bob Griese        | Purdue             | QB                  | 1967–1980             | 1990       |
| 66                       | Larry Little      | Bethune-Cookman    | G                   | 1969–1980             | 1993       |
| 57                       | Dwight Stephenson | Alabama            | C                   | 1980–1987             | 1998       |
| 85                       | Nick Buoniconti   | Notre Dame         | LB                  | 1969–1974, 1976       | 2001       |
| 13                       | Dan Marino        | Pittsburgh         | QB                  | 1983–1999             | 2005       |
| 34                       | Thurman Thomas    | Oklahoma State     | RB                  | 2000                  | 2007       |
| 88                       | Cris Carter       | Ohio State         | WR                  | 2002                  | 2013       |
| 55                       | Junior Seau       | USC                | LB                  | 2003–2005             | 2015       |
| 99                       | Jason Taylor      | Akron              | DE                  | 1997–2007, 2009, 2011 | 2017       |
| Treinadores e Executivos |                   |                    |                     |                       |            |
| Name                     | Name              | College            | Position            | Season(s)             | Inducted   |
| Don Shula                | Don Shula         | John Carroll       | Treinador Principal | 1970–1995             | 1997       |
| Bill Parcells            | Bill Parcells     | Wichita State      | Diretor             | 2008–2010             | 2013       |
| Bobby Beathard           | Bobby Beathard    | Cal Poly           | Diretor             | 1972–1977             | 2018       |

### Números Aposentados
O Miami Dolphins atualmente possuem três números aposentados:
- No. 12 de Bob Griese, que foi aposentado em uma transmissão do Monday Night Football em 1985.
- No. 13 de Dan Marino, que foi aposentado em 17 de setembro de 2000, durante o intervalo do jogo "Ravens-Dolphins" no Sunday Night Football.
- No. 39 de Larry Csonka, que foi aposentado em 9 de dezembro de 2002 (30º aniversário da "1972 Undefeated Team" de Miami), durante o intervalo do jogo "Bears-Dolphins" no Monday Night Football.

Os Dolphins têm outros números que atualmente não foram emitidos para nenhum jogador, ou estão atualmente em circulação reduzida. Eles incluem:
- No. 54 de Zach Thomas
- No. 99 de Jason Taylor